# Усть-Демьянск
Усть-Демьянск — упразднённая в 2013 году деревня в Уватском районе Тюменской области. Входила в состав Демьянского сельского поселения.

## География
Располагалась на правом берегу Иртыша, в 2 км ниже впадения в него реки Демьянка.
Климат
Как и весь район, территория приравнена к районам Крайнего Севера.
Климат с продолжительной и холодной зимой с сильными ветрами и метелями, непродолжительным теплым летом, короткими переходными весенним и осенним сезонами. Среднемесячные значения изменяются от минус 22,0-19,2 °C в январе до плюс 16,9-17,6 °C в июле; при этом средняя температура зимних месяцев составляет минус 17,7-20,6 °C, летних — плюс 14,6-15,6 °C. Среднегодовое количество осадков составляет 559—676 мм. Устойчивый снежный покров образуется в среднем в конце октября. Число дней с устойчивым снежным покровом составляет 185—189 дней.

## История
1 ноября 2013 года деревни Карбина и Усть-Демьянск Уватского района упразднены «в связи с прекращением существования».

## Население
| 1989 | 2002 | 2010 |
| ---- | ---- | ---- |
| 2    | ↘1   | ↘0   |